# La Meyze
La Meyze ist eine Gemeinde in Frankreich. Sie gehört zur Region Nouvelle-Aquitaine, zum Département Haute-Vienne, zum Arrondissement Limoges und zum Kanton Saint-Yrieix-la-Perche. Die Bewohner nennen sich Meyzais oder Meyzaises.

## Geografie und Infrastruktur
Die Gemeinde liegt am Oberlauf der Isle im Regionalen Naturpark Périgord-Limousin. Die Nachbargemeinden sind Saint-Hilaire-les-Places im Nordwesten, Nexon im Norden, Janailhac im Nordosten, La Roche-l’Abeille im Osten, Saint-Yrieix-la-Perche im Süden und Ladignac-le-Long im Westen.
La Meyze hat einen Bahnhof an der Eisenbahnlinie von Nexon nach Brive. Dieser wird durch die TER Limousin, ein Tochterunternehmen der SNCF, bedient.

## Geschichte

### Internierungslager Camp de La Meyze
In La Meyze existierte von April 1940 bis Juli 1946 ein Centre d'hébergement (Unterkunftszentrum). Diese Art der Internierungslager war für Bevölkerungsgruppen bestimmt, die zu einer strikten Sesshaftigkeit gezwungen waren. Dazu zählten mittellose Ausländer, die für die Arbeit in den Groupes de Travailleurs Étrangers (GTE) aufgrund ihres Alters (über 55 Jahre) oder ihres Gesundheitszustandes ungeeignet waren. Hinzu kamen Juden, die die Demarkationslinie zwischen der besetzten und der unbesetzten Zone illegal überschritten hatten und auf ihre Verlegung in eine andere Einrichtung warteten.
Das Camp de La Meyze beherbergte bis zu 220 Personen. Es bestand aus sechs 40 Meter langen Holzbaracken und Gebäuden für die Gemeinschaftseinrichtungen, die von einem dreifachen Stacheldrahtzaun umgeben waren. Im Lager waren Personen verschiedener Nationalitäten untergebracht, unter ihnen viele Juden, von denen viele 1943 deportiert und in den deutschen Konzentrationslagern vernichtet wurden. Laut AJPN lebten insbesondere Polen und Spanier, aber auch Tschechen, Österreicher, Rumänen, Russen, Ungarn, Deutsche, Argentinier und Armenier im Lager. Wer dazu noch in der Lage war, konnte in der Zeit der großen Sommerarbeiten als Hilfskraft von den Bauern der Region beschäftigt werden.
Am 1. Juli 1946 wurde das Lager geschlossen. Die Ältesten und Kranken wurden in Krankenhäuser der Region verlegt, die Frauen und Kinder von einer französischen Hilfsorganisationder betreut. Das Lagergelände ist heute der Standort der Schulkantine und einer Grundschule.

## Bevölkerungsentwicklung

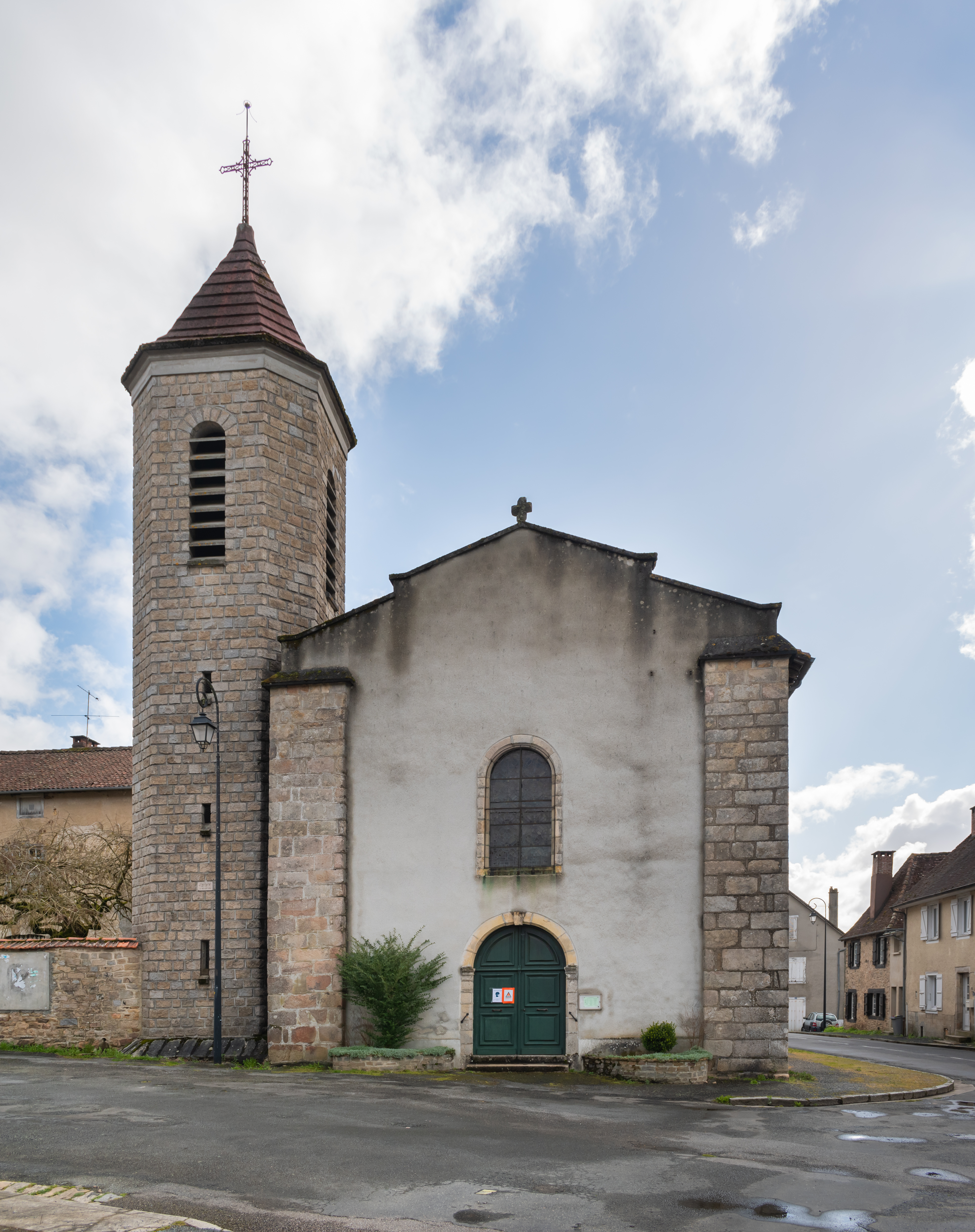
Kirche Saint-Michel

| Jahr      | 1962 | 1968 | 1975 | 1982 | 1990 | 1999 | 2008 | 2018 |
| --------- | ---- | ---- | ---- | ---- | ---- | ---- | ---- | ---- |
| Einwohner | 1121 | 1081 | 1052 | 968  | 858  | 831  | 841  | 838  |